# 1385 Gelria
1385 Gelria è un asteroide della fascia principale del diametro medio di circa 22,19 km. Scoperto nel 1935, presenta un'orbita caratterizzata da un semiasse maggiore pari a 2,7399100 UA e da un'eccentricità di 0,1076997, inclinata di 6,92535° rispetto all'eclittica.
L'asteroide prende il suo nome dalla provincia della Gheldria, nei Paesi Bassi.